# Communauté de communes Seulles Terre et Mer
La communauté de communes Seulles Terre et Mer est une structure intercommunale française, située dans le département du Calvados, en région Normandie.

## Historique
Elle est créée le 1er janvier 2017 par la fusion des communautés de communes de Bessin, Seulles et Mer, d'Orival et du Val de Seulles.
À la même date, les communes de Coulombs, Cully, Martragny et Rucqueville fusionnent pour constituer la commune nouvelle de Moulins-en-Bessin et les communes d'Amblie, de Lantheuil et de Tierceville fusionnent également pour constituer Ponts sur Seulles. De même, Creully, Saint-Gabriel-Brécy et Villiers-le-Sec fusionnent pour constituer Creully sur Seulles

## Territoire communautaire

### Géographie
Située dans le nord du département du Calvados, la communauté de communes Seulles Terre et Mer regroupe 28 communes et s'étend sur 195,9 km2.

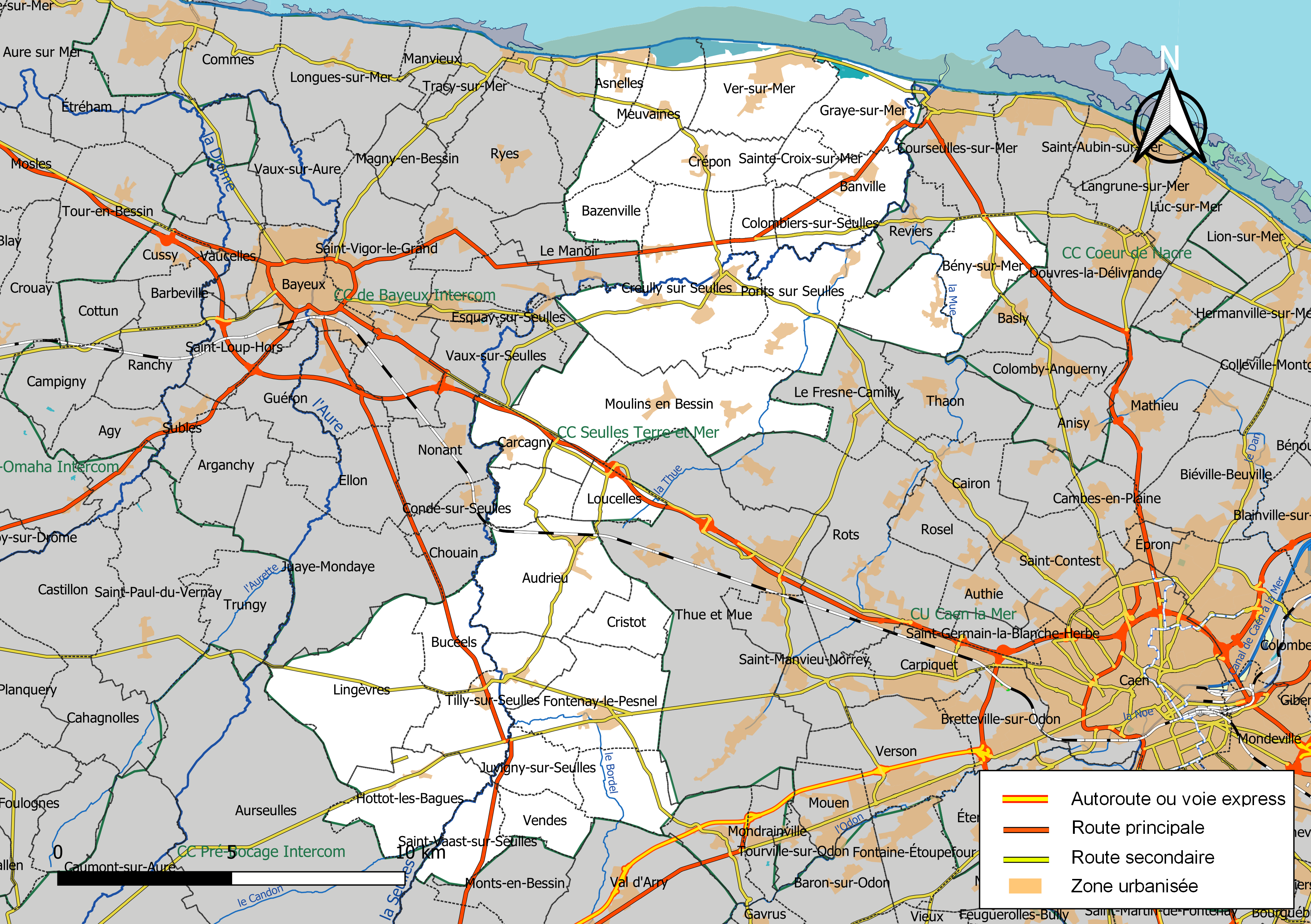
Carte de la communauté de communes Seulles Terre et Mer au 1er janvier 2019.

### Composition
La communauté de communes est composée des 28 communes suivantes :

| Nom                         | Code Insee | Gentilé        | Superficie (km2) | Population (dernière pop. légale) | Densité (hab./km2) |
| --------------------------- | ---------- | -------------- | ---------------- | --------------------------------- | ------------------ |
| Creully sur Seulles (siège) | 14200      |                | 18,71            | 2 272 (2022)                      | 121                |
| Asnelles                    | 14022      | Asnellois      | 2,52             | 641 (2022)                        | 254                |
| Audrieu                     | 14026      | Aldériens      | 11,31            | 1 156 (2022)                      | 102                |
| Banville                    | 14038      | Banvillais     | 4,68             | 802 (2022)                        | 171                |
| Bazenville                  | 14049      | Bazenvillais   | 4,07             | 144 (2022)                        | 35                 |
| Bény-sur-Mer                | 14062      | Bénitiens      | 6,65             | 455 (2022)                        | 68                 |
| Bucéels                     | 14111      | Bucéelois      | 4,84             | 450 (2022)                        | 93                 |
| Carcagny                    | 14135      | Carcois        | 4,15             | 275 (2022)                        | 66                 |
| Colombiers-sur-Seulles      | 14169      |                | 3,29             | 153 (2022)                        | 47                 |
| Crépon                      | 14196      | Créponais      | 5,42             | 222 (2022)                        | 41                 |
| Cristot                     | 14205      |                | 3,92             | 214 (2022)                        | 55                 |
| Ducy-Sainte-Marguerite      | 14232      |                | 3,61             | 178 (2022)                        | 49                 |
| Fontaine-Henry              | 14275      | Fontenois      | 5,81             | 519 (2022)                        | 89                 |
| Fontenay-le-Pesnel          | 14278      | Fontenassiens  | 10,07            | 1 237 (2022)                      | 123                |
| Graye-sur-Mer               | 14318      | Grayens        | 6,54             | 767 (2022)                        | 117                |
| Hottot-les-Bagues           | 14336      | Hottotais      | 8,39             | 461 (2022)                        | 55                 |
| Juvigny-sur-Seulles         | 14348      | Juvignais      | 3,53             | 83 (2022)                         | 24                 |
| Lingèvres                   | 14364      |                | 14,46            | 451 (2022)                        | 31                 |
| Loucelles                   | 14380      | Loucellois     | 3,07             | 204 (2022)                        | 66                 |
| Meuvaines                   | 14430      | Meuvainois     | 7,36             | 137 (2022)                        | 19                 |
| Moulins-en-Bessin           | 14406      |                | 17,3             | 1 124 (2022)                      | 65                 |
| Ponts sur Seulles           | 14355      |                | 12,86            | 1 211 (2022)                      | 94                 |
| Saint-Vaast-sur-Seulles     | 14661      | Vasdastins     | 4,25             | 159 (2022)                        | 37                 |
| Sainte-Croix-sur-Mer        | 14569      | Saint-Cruciens | 2,08             | 244 (2022)                        | 117                |
| Tessel                      | 14684      | Tessellois     | 5,54             | 248 (2022)                        | 45                 |
| Tilly-sur-Seulles           | 14692      | Tillois        | 8,98             | 1 813 (2022)                      | 202                |
| Vendes                      | 14734      | Vendois        | 3,47             | 335 (2022)                        | 97                 |
| Ver-sur-Mer                 | 14739      | Vérois         | 9,01             | 1 622 (2022)                      | 180                |

### Démographie
| 1968   | 1975   | 1982   | 1990   | 1999   | 2008   | 2013   | 2018   |
| ------ | ------ | ------ | ------ | ------ | ------ | ------ | ------ |
| 10 225 | 10 009 | 11 834 | 13 767 | 14 308 | 15 627 | 16 628 | 17 138 |

## Administration

### Siège
Le siège de la communauté de communes est situé à Creully sur Seulles.

### Les élus
Le conseil communautaire de la communauté de communes Seulles Terre et Mer se compose de 44 conseillers représentant chacune des communes membres et élus pour une durée de six ans.
Ils sont répartis comme suit :
| Nombre de délégués | Communes                                                 |
| ------------------ | -------------------------------------------------------- |
| 5                  | Creully sur Seulles                                      |
| 4                  | Tilly-sur-Seulles, Ver-sur-Mer                           |
| 3                  | Fontenay-le-Pesnel                                       |
| 2                  | Audrieu, Banville, Moulins-en-Bessin, Ponts sur Seulles, |
| 1 (+ 1 suppléant)  | les 20 autres communes                                   |

### Présidence
| Période      | Période      | Identité               | Étiquette | Qualité                                                       |
| ------------ | ------------ | ---------------------- | --------- | ------------------------------------------------------------- |
| janvier 2017 | juillet 2020 | Jean-Louis de Mourgues | LR        | Maire de Courseulles-sur-Mer, puis adjoint au maire de Crépon |
| juillet 2020 | En cours     | Thierry Ozenne         | SE        | Maire de Creully sur Seulles                                  |

### Régime fiscal et budget
Le régime fiscal de la communauté de communes est la fiscalité professionnelle unique (FPU).